# Roger McGough
Roger Joseph McGough (Litherland (Anglaterra), 9 de novembre de 1937) és un poeta anglès. Actualment és el presentador del programa Poetry Please a la BBC Radio 4.

## Biografia
McGough va néixer a Litherland (Lancashire). Va ser educat a la University of Hull. Durant els anys 60, va viure a Merseyside, on, a més de treballar com a professor, organitzava esdeveniments artístics conjuntament amb John Gorman. Ambdós, juntament amb Mike McCartney, van formar el trio musical The Scaffold. El 1966, l'agrupació va firmar un contracte amb Parlophone. El grup va obtenir diversos èxits, arribant fins i tot a la primera posició de la llista UK Singles Chart el 1968 amb el senzill "Lily the Pink". McGough va escriure la majoria de les cançons del grup.
McGough també va ser l'autor de la majoria dels diàlegs còmics del film Yellow Submarine, tot i que no va ser acreditat com a tal. Durant aquest període, es va publicar una selecció dels seus poemes, juntament amb altres poemes d'Adrian Henri i de Brian Patten, en un volum titulat The Mersey Sound (1967).
McGough ha rebut nombrosos reconeixements, incloent-hi el Cholmondeley Award el 1998. El 2004, va ser nomenat Comandant de l'Ordre de l'Imperi Britànic.

## Obres

### Poesia
- Collected Poems (2003)
- Everyday Eclipses (2002)
- Dotty Inventions (2002)
- The Way Things Are (1999)
- Until I Met Dudley (1997)
- Ferens, the Gallery Cat (1997)
- Pen Pals: A New Poem (1994)
- Defying Gravity (1992)
- Selected Poems, 1967-1987 (1989)
- Counting by Numbers (1989)
- Worry (1987)
- Noah's Ark (1986)
- Melting into the Foreground (1986)
- Crocodile Puddles (1984)
- Waving at Trains (1982)
- Unlucky for Some (1980)
- Holiday on Death Row (1979)
- Frinck, A Life in the Day of, and Summer with Monika: Poems (1978)
- Mr Noselighter (1976)
- In the Glassroom (1976)
- Sporting Relations (1974)
- Gig (1973)
- Out of Sequence (1972)
- After The Merrymaking (1971)
- Watchwords (1969)
- Summer with Monika (1967)

### Llibres per a nens
- Slapstick (2008)
- What on Earth? (2002)
- Moonthief (2002)
- Good Enough to Eat (2002)
- Bad, Bad Cats (1997)
- The Kite and Caitlin (1996)
- Stinkers Ahoy! (1995)
- The Magic Fountain (1995)
- Lucky (1993)
- Another Custard Pie (1993)
- My Dad's a Fire-Eater (1992)
- The Lighthouse that Ran Away (1991)
- Pillow Talk (1990)
- Helen Highwater (1989)
- An Imaginary Menagerie (1988)
- Nailing the Shadow (1987)
- The Stowaways (1986)
- The Great Smile Robbery (1982)